# Von Kontinent zu Kontinent
Von Kontinent zu Kontinent ist das elfte Studioalbum des österreichischen Schlagersängers Freddy Quinn, das 1965 (im gleichen Jahr wie Die Stimme der Heimat) im Musiklabel Polydor (Nummer 249 001) erschien. Es errang den neunten Platz in den deutschen Albumcharts. Die einzige Singleauskopplung Abschied vom Meer/So schnell sieht ein Seemann nicht Black erreichte in Deutschland Platz fünf und in Österreich Platz acht der Single-Charts.

## Titelliste
Das Album beinhaltet folgende 14 Titel:
- Seite 1

1. Auf hoher See (Volkslied, arrangiert von Lotar Olias)
2. Von Kontinent zu Kontinent (geschrieben von Lotar Olias und Walter Rothenburg)
3. Einmal noch nach Bombay (geschrieben von Hans Leip und Richard Germer)
4. Señor Capitan (nach einer peruanischen Volksweise, geschrieben von Freddy Quinn)
5. Good Night, Ladies (Volkslied, arrangiert von Walter Heyer)
6. Friesenlied/Wo die Nordseewellen … (geschrieben von Friedrich Fischer-Friesenhausen, Martha Müller-Grählert und Simon Krannig)
7. So schnell sieht ein Seemann nicht Black (geschrieben von Fritz Graßhoff und Lotar Olias)

- Seite 2

1. Roll The Cotton Down (Volkslied, arrangiert von Walter Heyer)
2. Cu-Cu-Ru-Cu-Cu Paloma (geschrieben von Tomás Méndez)
3. Bombay-Billy (geschrieben von Lotar Olias und Walter Rothenburg)
4. My Bonnie is over the ocean (Volkslied, arrangiert von Walter Heyer)
5. Abschied vom Meer (geschrieben von Lotar Olias und Walter Rothenburg)
6. Die blaue Grenze (geschrieben von Lotar Olias und Walter Rothenburg)

## Chartplatzierungen

### Album
| Jahr | Titel                      | Höchstplatzierung, Gesamtwochen/‑monate, AuszeichnungChartplatzierungen (Jahr, Titel, Platzierungen, Wochen/Monate, Auszeichnungen, Anmerkungen) | Höchstplatzierung, Gesamtwochen/‑monate, AuszeichnungChartplatzierungen (Jahr, Titel, Platzierungen, Wochen/Monate, Auszeichnungen, Anmerkungen) | Höchstplatzierung, Gesamtwochen/‑monate, AuszeichnungChartplatzierungen (Jahr, Titel, Platzierungen, Wochen/Monate, Auszeichnungen, Anmerkungen) | Anmerkungen                   |
| Jahr | Titel                      | DE | AT | CH | Anmerkungen                   |
| ---- | -------------------------- | --- | --- | --- | ----------------------------- |
| 1965 | Von Kontinent zu Kontinent | DE9 (5 Mt.)DE | — | — | Charteinstieg: 15. April 1966 |

grau schraffiert: keine Chartdaten aus diesem Jahr verfügbar

### Singleauskopplungen
| Jahr | Titel                                                        | Höchstplatzierung, Gesamtwochen/‑monate, AuszeichnungChartplatzierungen (Jahr, Titel, , Platzierungen, Wochen/Monate, Auszeichnungen, Anmerkungen) | Höchstplatzierung, Gesamtwochen/‑monate, AuszeichnungChartplatzierungen (Jahr, Titel, , Platzierungen, Wochen/Monate, Auszeichnungen, Anmerkungen) | Höchstplatzierung, Gesamtwochen/‑monate, AuszeichnungChartplatzierungen (Jahr, Titel, , Platzierungen, Wochen/Monate, Auszeichnungen, Anmerkungen) | Anmerkungen                         |
| Jahr | Titel                                                        | DE | AT | CH | Anmerkungen                         |
| ---- | ------------------------------------------------------------ | --- | --- | --- | ----------------------------------- |
| 1965 | Abschied vom Meer / So schnell sieht ein Seemann nicht Black | DE5 (3½ Mt.)DE | AT8 (1 Mt.)AT | — | Erstveröffentlichung: November 1965 |

grau schraffiert: keine Chartdaten aus diesem Jahr verfügbar